# RhB ABe 8/12
Les ABe 8/12 sont des rames automotrices en trois éléments des chemins de fer rhétiques qui ont été commandées chez Stadler Rail. La première rame a été livrée le 13 octobre 2010 à Landquart, puis soumis à différents test avant sa mise en service définitive. Elles sont surnommées Allegra, ce qui correspond à une formule de salutation en romanche,.

## Engagement
Les rames automotrices ABe 8/12 sont aptes à circuler sur tout le réseau des RhB et circulent sur les lignes suivante :
- Bernina-Express (Coire - Tirano)
- Coire - Arosa
- Davos - Filisur
- Landquart - Davos

## Record de vitesse sur voie métrique
Le 5 décembre 2009, à l'occasion du départ à la retraite du directeur l'ABe 8/12 3502 a atteint la vitesse record de 145 km/h dans le tunnel de la Vereina.
Le précédant record de vitesse sur voie étroite était de 134 km/h réalisé par une RABe 4/12 "NExT" des RBS (Regionalverkehr Bern-Solothurn).

## Liste des ABe 8/12[3]
Les quatre premières rames ont été baptisés Le 1er mai 2010. Toutes les nouvelles rames ont reçu un nom de baptême de personnalités célèbres des Grisons
| N° de série | Mise en service | Livrées | Nom de baptêmes     | Etat       |
| ----------- | --------------- | ------- | ------------------- | ---------- |
| 3501        | Octobre 2009    | rouge   | Willem Jan Holsboer | en service |
| 3502        | Novembre 2009   | rouge   | Friedrich Hennings  | en service |
| 3503        | Mars 2010       | rouge   | Carlo Janka         | en service |
| 3504        | Avril 2010      | rouge   | Dario Cologna       | en service |
| 3505        | Avril 2010      | rouge   | Giovanni Segantini  | en service |
| 3506        | Juillet 2010    | rouge   | Anna von Planta     | en service |
| 3507        | Août 2010       | rouge   | Benedetg Fontana    | en service |
| 3508        | Septembre 2010  | rouge   | Richard Coray       | en service |
| 3509        | Novembre 2010   | rouge   | Placidus Spescha    | en service |
| 3510        | Novembre 2010   | rouge   | Alberto Giacometti  | en service |
| 3511        | Décembre 2010   | rouge   | Otto Barblan        | en service |
| 3512        | 2011            | ABB     | Jörg Jenatsch       | en service |
| 3513        | Janvier 2011    | rouge   | Simeon Bavier       | en service |
| 3514        | Mars 2011       | rouge   | Steivan Brunies     | en service |
| 3515        | Mars 2011       | rouge   | Alois Carigiet      | en service |